# Sala operatoria

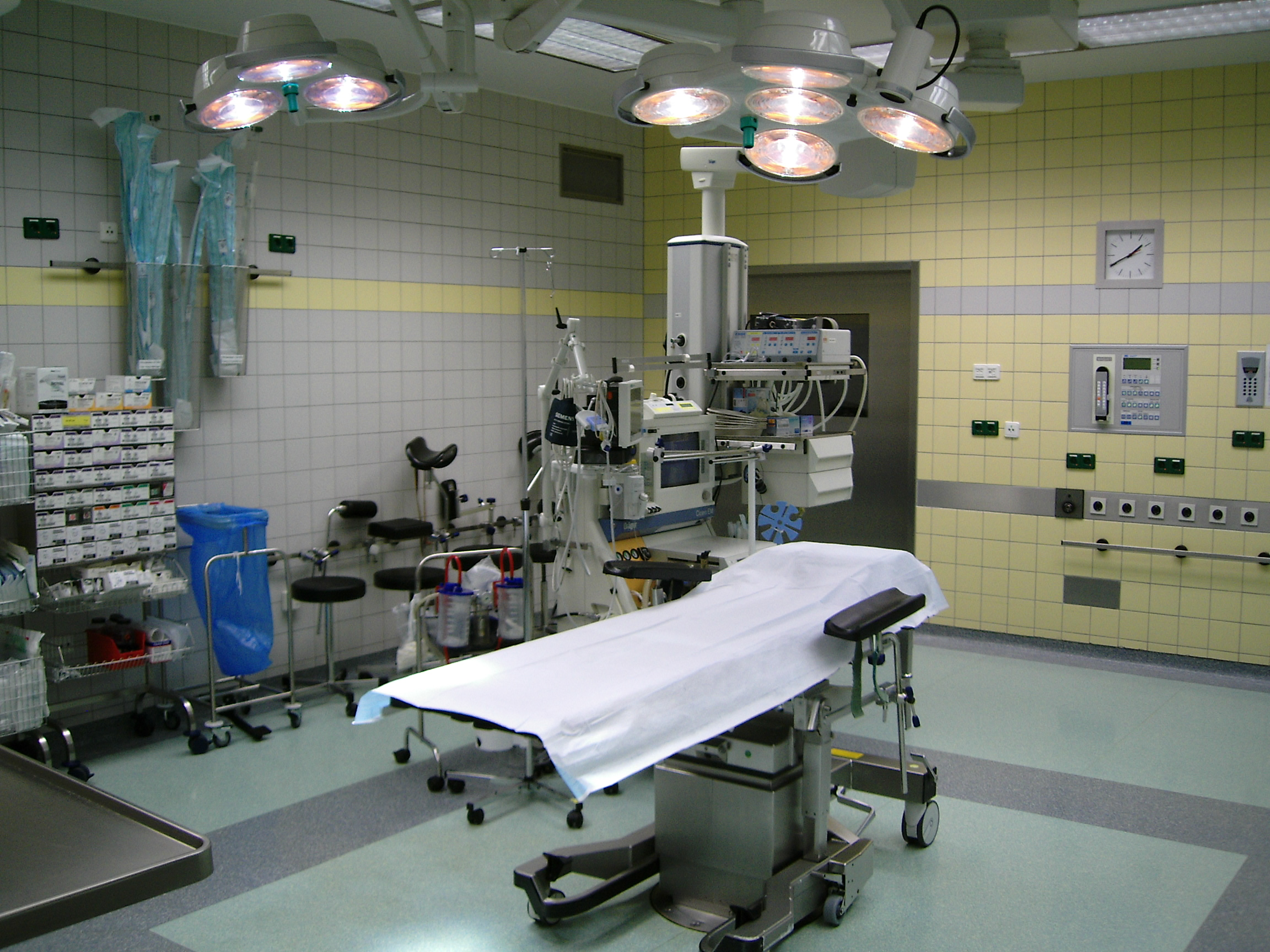
Moderna sala operatoria

La sala operatoria (abbreviato SO) è un ambiente confinato, presente di norma negli ospedali, nella quale viene praticata l'attività di chirurgia. Al suo interno è garantita una costante bassa carica microbica. 
In essa si trovano svariate apparecchiature elettromedicali e lo strumentario chirurgico necessario, il personale che vi lavora è altresì altamente specializzato e dedicato. Ogni sala viene dedicata ed allestita per specifico ambito e specialità chiurgica.
La sala operatoria è inserita all'interno di una unità operativa definita reparto operatorio o blocco operatorio ed al suo interno sono presenti i servizi necessari allo svolgimento dell'attività chirurgica come ad esempio la centrale di sterilizzazione, spogliatoi del personale, sala risveglio, magazzino medicali e biancheria sterile.

## Caratteristiche
La piastra operatoria è invece un particolare tipo di sala operatoria dove l'integrazione avanzata tra le varie specialità chirurgiche permette la gestione contemporanea di più realtà. Questo porta ad un utilizzo più strutturato delle risorse, una miglior gestione del personale, positive ricadute sulla prevenzione delle infezioni. Si crea anche un innovativo approccio alla struttura dato dal fatto che non esiste più una sala operatoria di reparto, ma un insieme di sale operatorie aziendali, dove è più facile trovare accesso ma meno personalizzabili.
La direzione sanitaria gestisce tramite un referente l'attività chirurgica globale. Ogni reparto definisce la propria agenda che verrà organizzata a livello centrale per ottimizzare i tempi e permettere una distribuzione omogenea delle risorse. Un referente informatico farà in modo che le necessità della struttura vengano rispettate appieno.
Vengono chiamate sale operatorie ibride le moderne sale operatorie che comprendono nella loro dotazione apparecchiature di imaging quali TAC o risonanza magnetica oppure le sale dedicate alle procedure angiografiche nonché i laboratori di cateterizzazione cardiaca.
La disciplina che si occupa di studiare l'ottimizzazione delle procedure operatorie è l'Operating room management.